# Marceline Loridan
Marceline Loridan-Ivens (Épinal, 19 marzo 1928 – Parigi, 18 settembre 2018) è stata un'attrice, regista, sceneggiatrice e scrittrice francese.

## Biografia
Marceline Rosenberg nasce da genitori ebrei polacchi emigrati in Francia nel 1919. All'inizio della Seconda Guerra mondiale, la sua famiglia si stabilisce nel Vaucluse. Marceline Rosenberg entra nella resistenza. Catturata dalla Gestapo insieme al padre, Szlama Rosenberg è trasferita ad Auschwitz-Birkenau il 13 aprile 1944, con lo stesso convoglio che trasportava anche Simone Veil e Anne-Lise Stern, poi a Bergen-Belsen, infine al campo di concentramento di Theresienstadt (Terezín). Ella ritrova la libertà alla liberazione del campo il 10 maggio 1945 da parte dell'Armata Rossa.
Aderisce al Partito Comunista nel 1955 e lo lascia un anno dopo. 
Nel 1963 incontra e sposa il regista Joris Ivens. 
Dal 1972 al 1976, durante la Rivoluzione Culturale, Joris Ivens e Marceline Loridan lavorano in Cina e realizzano il documentario Come Yukong spostò le montagne, composto di 12 film. 
Nel 2003 realizza un film di fiction La Petite Prairie aux bouleaux con Anouk Aimée, ispirato alla sua esperienza dei campi di concentramento.
Marceline Loridan-Ivens ha scritto un libro Ma vie balagan con la collaborazione di Élisabeth D. Inandiak.
Nel 2015 scrive con Judith Perrignon Et tu n'es pas revenu (E tu non sei tornato) che riceverà il premio Jean-Jacques Rousseau per l'autobiografia e il Grand Prix des Lectrices ELLE 2016.

## Filmografia

### Regista
- Le 17e parallèle: La guerre du peuple - documentario (1968)
- Come Yukong mosse le montagne - documentario (1976)
- Une histoire de ballon - cortometraggio documentaristico, firmato come Marceline Loridan (1976)
- Les ouigours - cortometraggio documentaristico, firmato come Marceline Loridan (1977)
- Les kazaks - documentario, firmato come Marceline Loridan (1977)
- La petite prairie aux bouleaux - firmato come Marceline Loridan-Ivens (2003)

### Attrice
- Golem, Lo spirito dell'esilio, accreditata come Marceline Loridan, regia di Amos Gitai (1992)
- Peut-être, regia di Cédric Klapisch (1999)
- Éloge de l'amour, regia di Jean-Luc Godard (2001)
- La Fabrique des sentiments, accreditata come Marceline Loridan-Ivens, regia di Jean-Marc Moutout (2008)
- Les Bureaux de Dieu, accreditata come Marceline Loridan-Ivens, regia di Claire Simon (2008)
- Les Beaux Jours, regia di Marion Vernoux (2013)